# Tha Streetz Iz a Mutha
Tha Streetz Iz um Mutha é o segundo álbum de estúdio do rapper Kurupt membro do coletivo Tha Dogg Pound. Snoop Dogg e Daz Dillinger participam ativamente no álbum. Também outroa artistas que participam como, T-Moe (Goodie Mobb) e KRS-One, entre outros. Foi lançado em 16 de novembro de 1999 pelo selo Antra Records. Ele apresenta o single "Who Ride Wit Us". A faixa "Callin' Out Names" é uma faixa Diss para rappers Ja Rule e DMX. Foi certificado Ouro pela RIAA, com vendas de aproximadamente de 507.000 cópias.

## Faixas
1. Title Featured Guest(s) Producer Time

- 1 "I Call Shots" Roscoe Organized Noize 4:23
- 2 "Loose Cannons" Daz Dillinger & Xzibit Daz Dillinger 2:23
- 3 "Who Ride Wit Us" Daz Dillinger Fredwreck 4:21
- 4 "Represent Dat G.C." Daz Dillinger, Snoop Dogg, Soopafly, Tray Deee, Jayo Felony & Butch Cassidy Fredwreck 5:06
- 5 "Welcome Home" LaToiya Williams Soopafly 4:13
- 6 "Tequila" Nivea, T-Moe & Daz Dillinger Organized Noize 3:45
- 7 "Trylogy"  Bink! 2:15
- 8 "Neva Gonna Give It Up" Snoop Dogg, Nate Dogg, Tray Deee, Soopafly & Warren G Meech Wells 4:45
- 9 "Tha Streetz Iz a Mutha" Daz Dillinger Daz Dillinger 4:08
- 10 "Ya Can't Trust Nobody" Daz Dillinger Daz Dillinger 2:52
- 11 "It Ain't About You" Soopafly & Tray Deee Soopafly 4:47
- 12 "Girls All Pause" Nate Dogg & Roscoe Bink! 3:28
- 13 "Your Gyrl Friend" Daz Dillinger Daz Dillinger 4:07
- 14 "Ho's a Housewife" Dr. Dre & Hittman Dr. Dre 4:44
- 15 "I Ain't Shit Without My Homeboyz" Daz Dillinger, Soopafly, Baby S & Crooked I Soopafly & Daz Dillinger 4:37
- 16 "Step Up" Crooked I & Xzibit Daz Dillinger 4:53
- 17 "Live on the Mic" KRS-One Soopafly 5:28
- 18 "Callin' Out Names" (Diss Ja Rule,Irv Gotti & DMX) Fredwreck 3:56